# 一升びん
一升びん（いっしょうびん）は、有限会社一升びん本店が運営する日本の焼肉店である。

## 概要
三重県松阪市を中心としてチェーン展開し、松阪牛を手頃な価格で提供する。特に宮町店で採用されている「回転焼肉」で知られている。
松阪牛の生産地である松阪市には、和田金・牛銀本店・ステーキハウス三松などの老舗高級店のほか、多くの焼肉店が立地している。中でも松阪市民の支持を集めている焼肉店が、一升びんと脇田屋である。両店とも独自のつけダレを持ち、タレの味で市民の好みが分かれている。一升びんは地域住民のみならず観光客も多く訪れる焼肉店である。

## 沿革
創業は1960年代。開業当時はホルモン焼きの専門店で、先代が一升びんを囲んでワイワイするのが好きだったことから、「一升びん」という店名になったとされている。つけダレは味噌ダレであり、創業以来の味を守っている。

## 店舗

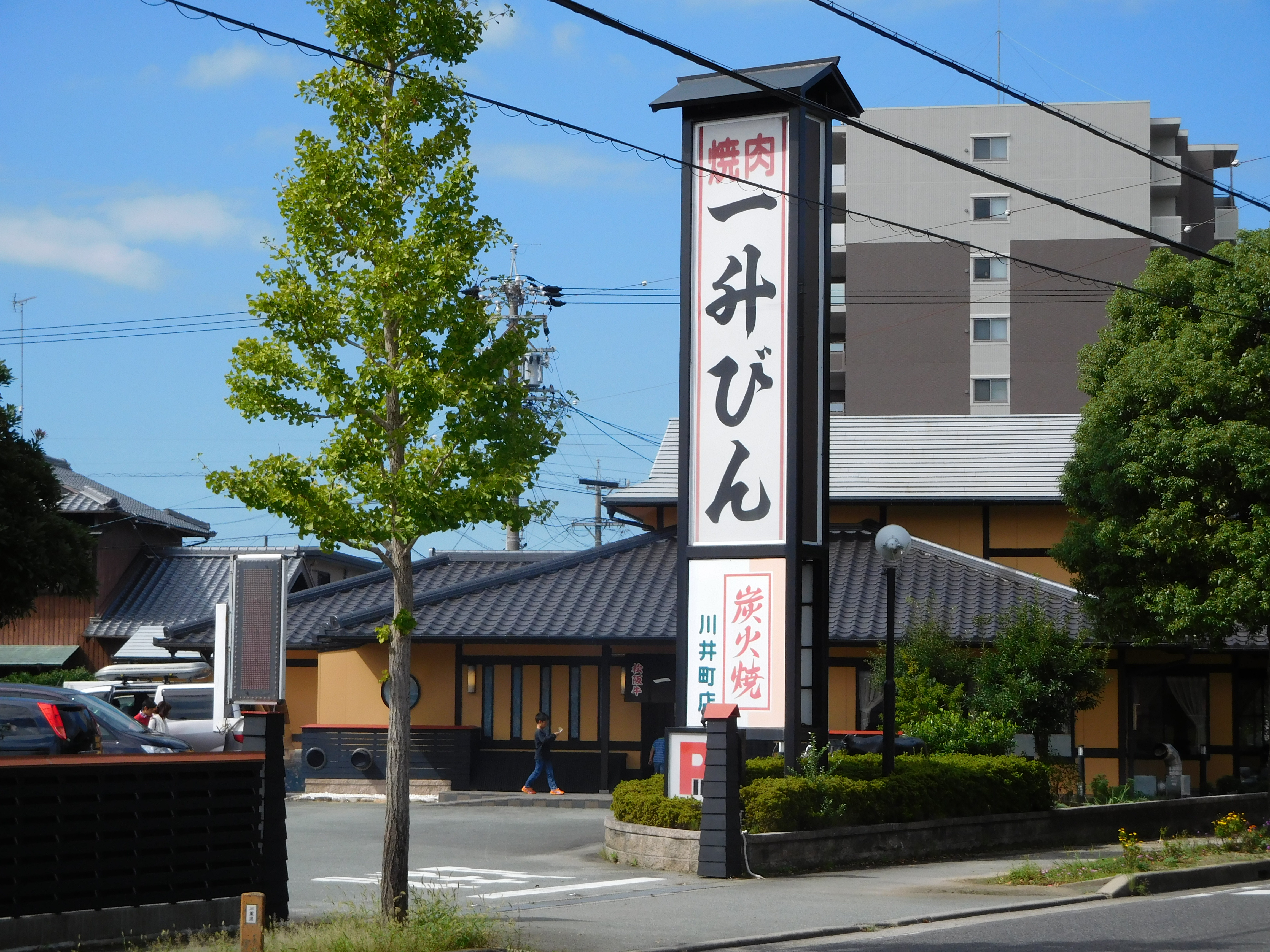
店舗の例（川井町店：松阪市）

2015年（平成27年）9月現在、三重県松阪市に本店など6店舗、伊勢市に伊勢内宮店など2店舗、津市・鈴鹿市・四日市市に各1店舗、愛知県名古屋市に名古屋ラシック店の1店舗、計12店舗を構えている。本店の面積は165m280席。創業時の店舗は本店ではなく平生町店であり、創業当時の雰囲気を保っている。
店舗の内装は、開店時期の比較的新しい綺麗な店舗もあれば、パイプ椅子に着席しテーブルに七輪が置かれている昭和の雰囲気のする店舗や「回転焼肉」と呼ばれる設備を持つ店舗まで多様である。また各店によって看板商品を変えている。

## 特徴
松阪市の焼肉店では、甘辛の味噌ダレで揉み込んで牛肉を提供するのが一般的であるが、一升びんでは軽く絡めて提供している。ウシを1頭丸ごと購入し、店舗ごとに主力商品を変えることで、すべての部位を効率よく提供すると同時に、客を飽きさせない工夫にもなっている。ホルモンは新鮮なものを、その他の部位は熟成されたものを提供する。
そのほか以下のような特徴がある。

### 回転焼肉
松阪市宮町にある宮町店（宮町店はスーパーホテル松阪店敷地内に隣接）は、「回転焼肉」と呼ばれる回転レーンに肉を載せて回転させる装置を備えている。平たく言えば、回転寿司の焼肉版である。松阪牛を1頭丸ごと購入していることから、さまざまな部位を提供できるように、回転寿司に倣って社長が考案したものである。肉類のほか、野菜や果物などもレーンを流れている。
回転寿司店と同様に、色違いの皿に肉が載せられ、皿の色で値段が変わる。なお、松阪牛とその他の牛肉は、皿を載せた台の色で区別できる。回転寿司と同様、客が欲しいものを皿ごと取る方式であるが、肉の鮮度維持のため回転レーン全体が透明なカバーに覆われており、中は冷蔵されている。客が座席にあるボタンを押すとカバーが開き、肉を取り出すことができる。最も金額の低い皿は100円台であり、松阪牛メニューの最低値は300円台、最高値は金色の皿に載った「松阪牛特選」で1,000円を超える。
「肉を回転させる意味があるのか?」と指摘されることもあるが、利用客にとっては「名称からは分かりにくい部位を実際に見て取ることができる」、「子供が回っているのを見て楽しめる」、「一人焼肉がしやすい」、更には「注文から肉の到着を待つ時間がない」、「注文量の過不足がなくなる」など利点が多いとされる。店舗にとってはさまざまな部位を客に提供しやすくなるという利点があり、複数の部位を食べられるよう1皿の量と値段を他の店舗の半分にして提供している。

### 一人鍋
松阪市南町にある「本店はなれ」は、すき焼きを一人鍋で提供している。はなれは本店の向かい側に店を構えている。回転焼肉と同じく社長の考案であり、一人旅の客が気兼ねなく松阪牛料理を食べられるように2011年（平成23年）頃に「本店はなれ」を開店し、一人鍋の提供を開始した。利用するには事前予約が必要である。

### テレビCM
メ～テレでテレビCMを放映しており、独特の演出で視聴者にインパクトを与えている。回転焼肉の宮町店のCMである、肉の回転しているさまを見て、客が「肉が攻めてくる〜」と発するものや、「姫!松阪肉じゃ」などと殿様に扮した出演者が言う殿様シリーズなどが2000年代に放映された。